# Клинський міський округ
Клинський район — муніципальне утворення на північному заході  Московської області  Росії.
Утворений у 1929 році. Адміністративний центр — місто  Клин.

## Географія
Площа району становить 201 962 га. Північна частина території лежить на Волго-Шошинській низовині, яка характеризується рівнинним рельєфом. Південна частина знаходиться на Клинское-Дмитрівській височини, тут рельєф горбистий, зустрічаються глибокі балки. Більше 50 % території району займають ліси. Район межує з Лотошинським, Волоколамським, Істрінським, Солнечногорським і Дмитровським районами Московської області, а також з Тверською областю.
Найбільша річка району — Сестра.